# Fattorie vicino a Auvers
Fattorie vicino a Auvers è un dipinto del pittore olandese Vincent van Gogh realizzato nel 1890 durante la sua permanenza ad Auvers-sur-Oise.
Il dipinto è un esempio di "tele a doppio quadrato" che impiegò nei suoi ultimi paesaggi.
Van Gogh trascorse gli ultimi mesi della sua vita ad Auvers-sur-Oise, una piccola città a nord di Parigi, dopo aver lasciato il manicomio di Saint-Rémy nel maggio 1890. Nel 1933 il dipinto fu lasciato in eredità da C. Frank Stoop alla Tate Collection di Londra, dove attualmente è esposto. Fu uno degli ultimi dipinto di Van Gogh.